# Эри, Ганс Якоб
Ганс Якоб Эри, или Оэри (нем. Hans Jakob Oeri; 16 декабря 1782, Кибург — 24 февраля 1868, Цюрих) — швейцарский живописец-портретист, рисовальщик и литограф.

## Биография
Отец будущего художника был пастором. Детство Ганс Якоб провёл в Кибурге близ Винтертура и в Регенсдорфе. С 1800 года он был учеником пейзажиста Иоганна Каспара Кустера (1747—1818), художника из Винтертура. После двух лет обучения Ганс Якоб представил на выставке в Цюрихе автопортрет и получил похвалу от цюрихского поэта Иоганна Мартина Устери.
В 1803 году Ганс Якоб и его друг, художник-портретист Давид Зульцер, отправились в Париж, где Эри провёл четыре года, обучаясь в мастерской Жака Луи Давида. Он представил несколько портретов на выставках в Париже и Цюрихе в 1804 и 1805 годах. Эри решил посвятить себя портретной живописи и в 1807 году стал членом «Общества художников» (Künstlergesellschaft).
В 1809 году Ганс Якоб Эри путешествовал по России в компании пейзажиста Жака-Кристофа Мивилля из Базеля. Сначала они посетили Москву. Когда Мивилль переехал в Санкт-Петербург, Эри остался в Москве; работал художником-портретистом и учителем рисования у графа Аркадия Ивановича Маркова. Он был очевидцем пожара Москвы в 1812 году и потерял в огне многие свои работы. В память об этом событии написал картины пожара и его последствий. В общей сложности он пробыл в России восемь лет, затем провел короткое время в Любеке, прежде чем вернуться в 1817 году в Цюрих.
На родине художник вернулся к портретной живописи и создал несколько акварелей с видами города. В Цюрихе Оэри стал активным членом Цюрихского Общества Художников (Zürcher Künstler-Gesellschaft), создал серию рисунков аутентичных исторических костюмов различных эпох, своего рода «Энциклопедии костюма» («Kostüm-Studien»), состоящей из 1 468 листов.
Помимо оригинальных картин и рисунков, художник делал литографии с живописных произведений Ганса Гольбейна Младшего, Рафаэля, Иоганна Фридриха Овербека и других. В 1851 году, по случаю пятисотлетия присоединения Цюриха к Швейцарской Конфедерации, Оэри вместе с Георгом Людвигом Фогелем, Давидом Эдуардом Штайнером и Иоганном Конрадом Целлером создал декорации для Цюрихского Фестхютте («Фестивальной хижины»).
Вместе с Целлером к этой же дате Эри написал заказанную городом батальную панораму под названием «Возвращение победоносных цюрихцев из битвы при Теттвиле, 1351» (Rückkehr der siegreichen Zürcher aus der Schlacht bei Tättwil, 1351). Панорама является увеличенной в сорок раз копией небольшого старинного рисунка (7,1×11,6 см). Оэри выполнил правую половину картины, Целлер одновременно работал над левой.
Скончался Ганс Якоб Эри в Цюрихе в 1868 году. После смерти художника в его доме были найдены многочисленные исторические картины, которые он никогда не показывал публике.

## Русский альбом Ганса Якоба Эри
По одной из версий, ещё в Париже художник познакомился с графом Марковым, который и пригласил его в Москву. Эри полюбил российскую столицу и на своём рисунке «Пожар в Москве» (1812) художник явно симпатизирует несчастным русским.
В конце 1810 года граф Марков поручил Эри украсить фресками вестибюль его московского дома. Одновременно художник давал уроки рисования в доме графа. Но в 1812 году скандал с ученицей вынудил художника оставить Москву: на фреске в доме Маркова в полуобнажённой богине Диане узнали ученицу. Художник решил переехать в Казань, где прожил почти пять лет, воспользовавшись покровительством М. Н. Мусина-Пушкина. Лето художник проводил в имении Мусиных-Пушкиных в 107 км от Казани, в селе Бездна. Свои впечатления о сельской жизни художник отразил в серии рисунков: «Русская церковная служба», «Русские крестьяне, строящие избу», «Внутреннее убранство русской избы», «Русский танец», «Русское катание на санях». Всего он создал около двухсот рисунков.
В 2016 году в Кунстхаусе Цюриха (Kunsthaus Zürich) проходила выставка «Ганс Якоб Эри. Швейцарский художник в Париже, Москве, Цюрихе» (Ein Schweizer Künstler in Paris, Moskau, Zürich). «Русский альбом» Эри также был представлен на выставке.

## Галерея

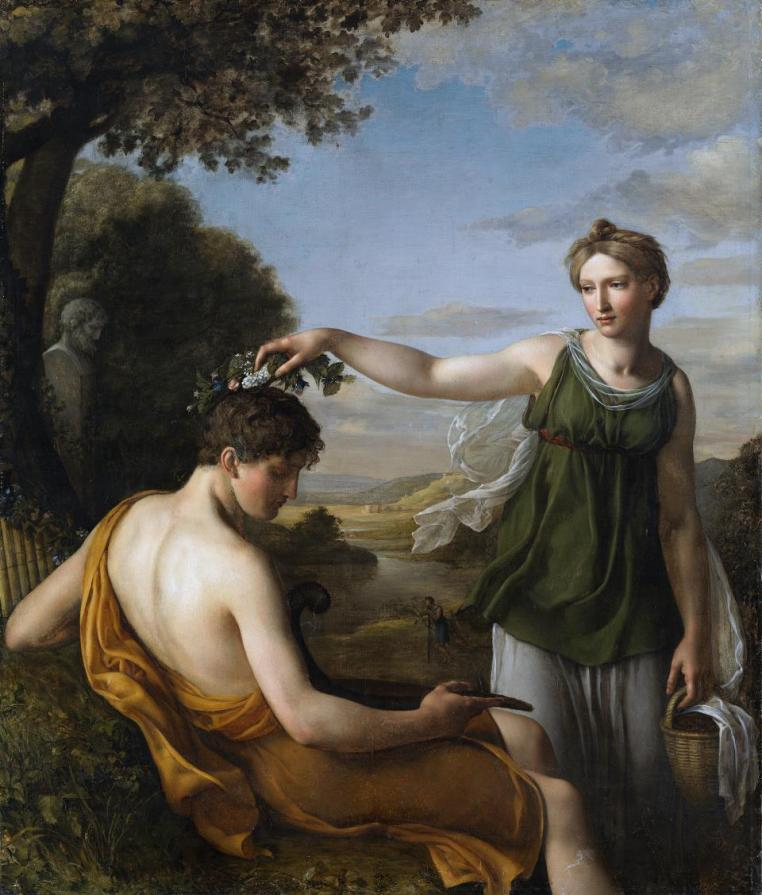
Хлоя. 1806
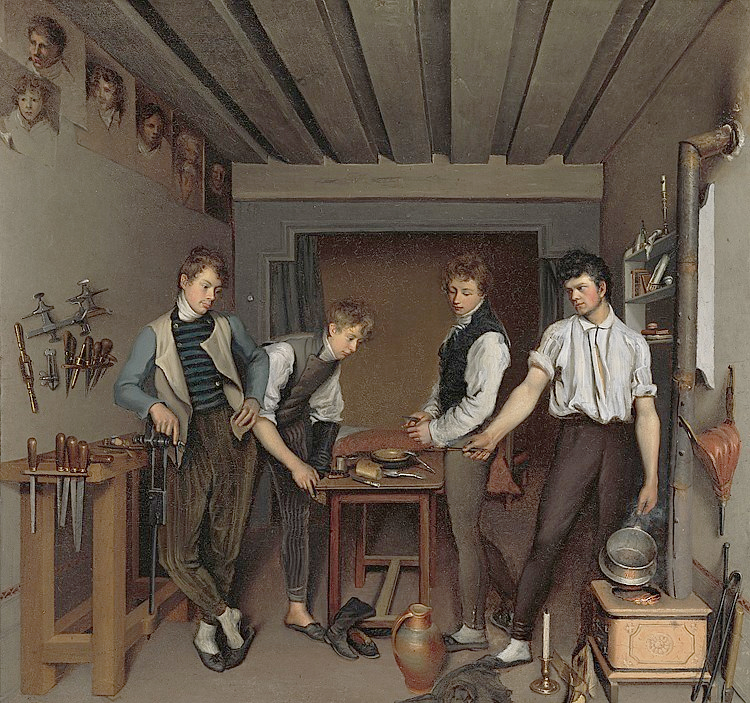
Мастерская в Париже. 1807
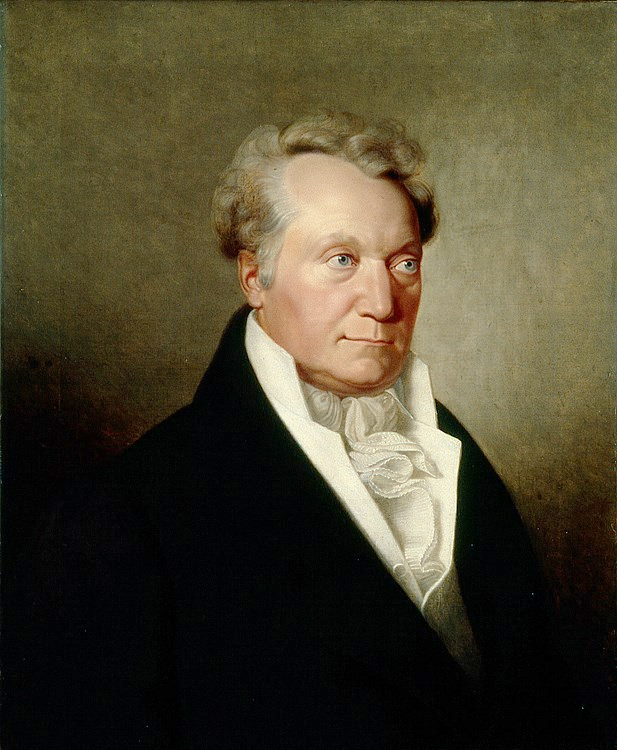
Портрет П. Устери. 1820
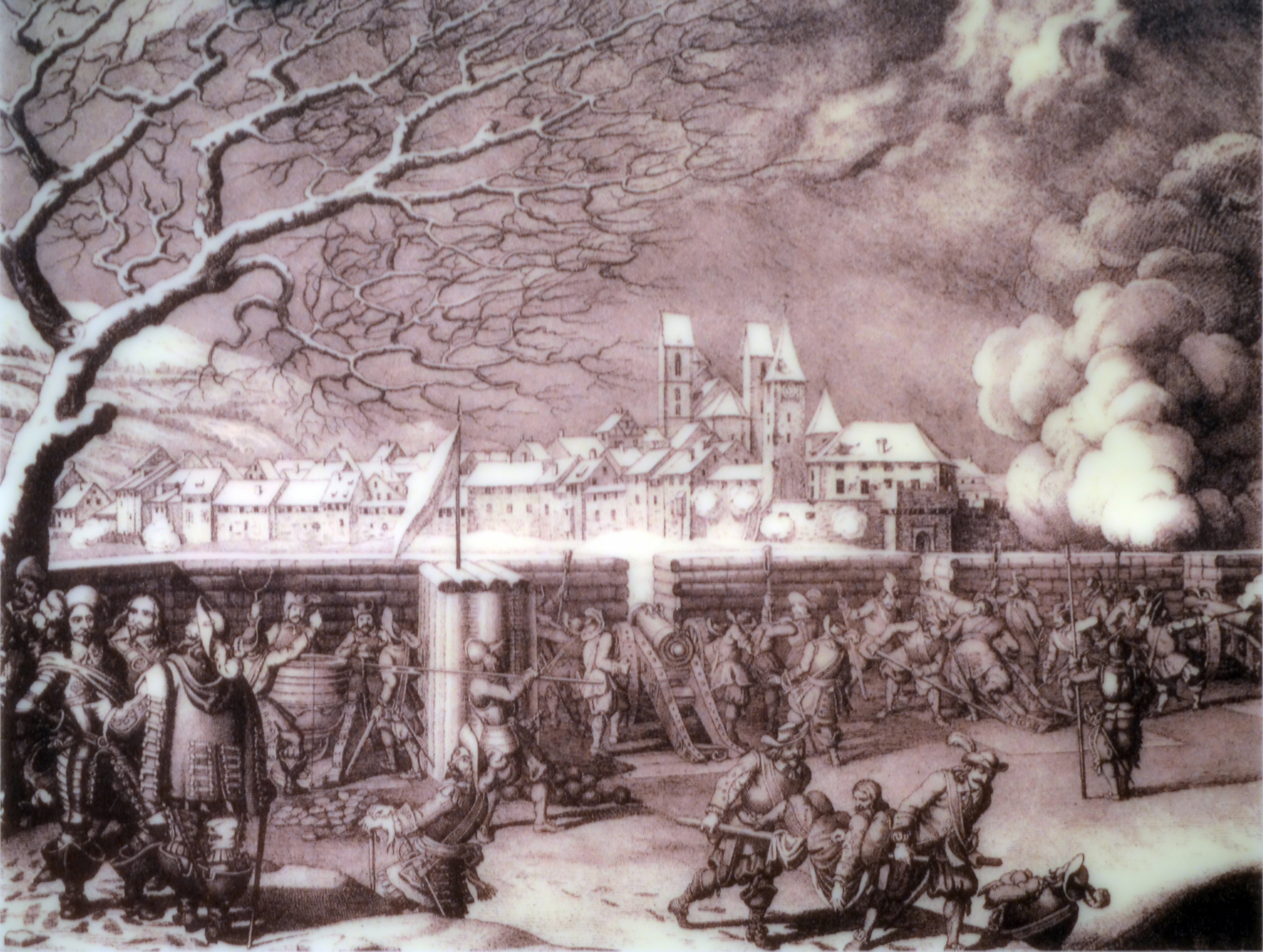
Осада Рапперсвиля в 1656 году. Вид на Рапперсвиль с позиции цюрихских войск, внизу слева генерал Ганс Рудольф Вердмюллер. 1855. Городской музей, Рапперсвиль
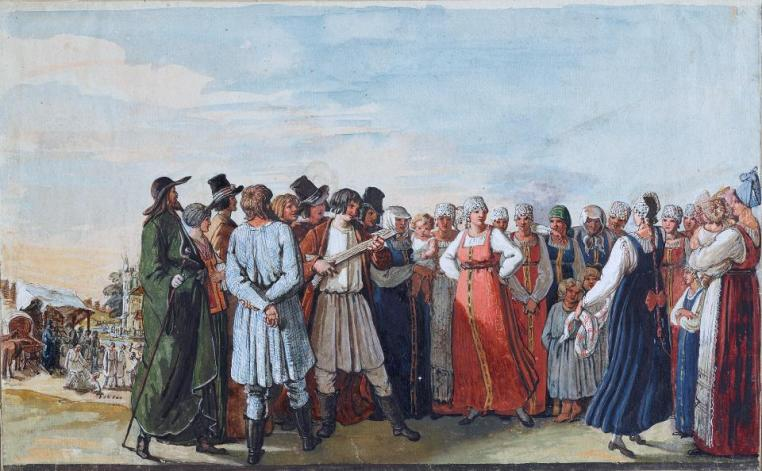
Русский танец. 1817. Бумага, акварель, гуашь
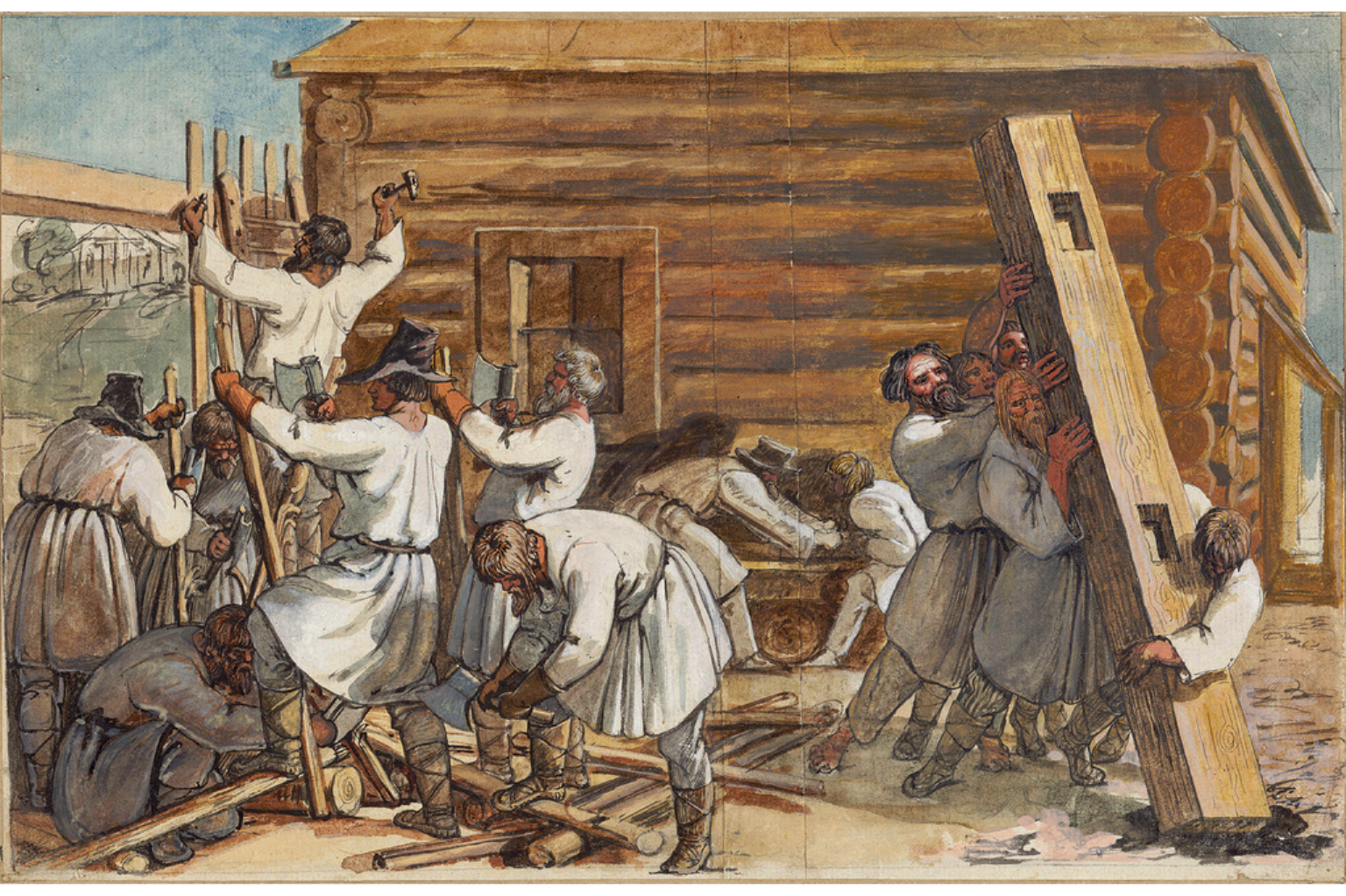
Русские крестьяне, строящие избу. 1810-е гг. Бумага, акварель, гуашь